# Coll de Viamar (Rasquera)
El Coll de Viamar és una muntanya de 317 metres que es troba al municipi de Rasquera, a la comarca catalana de la Ribera d'Ebre.